# أيه أيه إس إم
إيه إيه إس إم (بالفرنسية: AASM) تلقب ب (Hammer) اختصار ل (القنبلة الرشيقة للغاية طويلة المدى) هي قنبلة ذكية فرنسية الصنع من إنتاج شركةساجيم للدفاع والامن، تمتاز بكونهانركب عليها عدة انظمة توجيه عليها ويمكن أيضا توجيهها توجيه السقوط الحر
تزن القنبلة 250 كيلوغراما (550 رطلا) توجه القنبلة بنظام الملاحة بالقصور الذاتي (INS) / أو نظام تحديد المواقع العالمي(GPS) إضافة إلى التوجيه بالأشعة تحت الحمراء أو توجيه الليزر لزيادة دقة الإصابة. ولها اصدرات أخرى بوزن 125 كيلوغراما (276 رطل)، و 500 كيلوغراما (1,100 رطل) أو 1000 كيلوغرام (2200 رطل) حسب الفئة.
وقد دخلت الخدمة عام 2007 في القوات الجوية الفرنسية وطيران البحرية، في طائرات داسو رافال وداسو ميراج 2000. وفي عام 2011، أعطيت قنبلة AASM لقب (القنبلة الرشيقة للغاية طويلة المدى) (Hammer)

## التطوير
بدأت مناقصة دراسة تطوير برنامج القنبلة عام 1997 من قبل الهيئة العامة لتسليح الجيش الفرنسي التابعة لوزارة الدفاع وفي سنة 2000 م منحت الصفقة ل ساجيم لتطوير وصناعة القنبلة بشرط دخول تسليم النسخة الاولية سنة 2004 ودخول الخدمة السنة التي تليها

### الاختبار
بدات حملت اختبار القنبلة في 6 ديسمبر 2004 وانتهت في 26 يوليو 2005
واضهرت الاختبارات نتائج ممتازة في البداية إلى انه كانت هناك حاجة إلى تغيير بعض ميزات الأيرودينامية في توجيه القنبلة، ما اخر إصدار النسخة حتى 2008 مع وضع ميزة التوجيهعن طريق (الليزر-ونظام تحديد المواقع/) لتتناسب مع الانظمة الالكترونية لطائرات ميراج 2000 ورافال. [4] وتم اختبارها اخيرا في 9 يوليه 2008 ونجحة في جتياز الاختبارات الثلاثة [5] وفي كانون الأول/ديسمبر 2010 تم اختبار القنبلة على الإطلاق في الليل مع تقنية التتبع بالاشعة تحت الحمراء من طائرات رافال ونجحت وهذا بالنسبة ل حجم 250 كغ
اما بالنسبة ل 125 كغ فقد تم اختباره بنجاح وفقا ل ساجيم يوم 27 يناير 2009 وجربت بالتوجيه الليزري في 17 يونيو 2010 وكان الاختبار على مسافة أكثر من 50 كم من الهدف مع عدم انحراف عن الهدف ب 1 متر

### التكلفة
ووفقا لما ذكرته جريدة La Tribune فإن لجنة من مجلس الشيوخ الفرنسي حدد 846 مليون يورو تكلفة للتطوير وانتاج 2348 وحدة من القنابل بشتا أصنافها ما يجعل سعر القنبلة الواحدة 300.000 دولار أمريكي وهو ما يعادل الضعف 12 مرة من القنبلة الأمريكية JDAM ومن المتوقع ان ينخفض سعر الوحدة كثيرا خاصة توقيع عدة اتفاقيات منها اتفاق مع مصر لتوريد
180 وحدة
وافاد تقرير ميزانية الدفاع الفرنسية سنة 2012 ان تكلفة المشروع بلغ 592 مليون يورو بما في ذلك تكلفة التطوير وان تكلفة الوحدة بلغ 164,000 يورو. و 252,000 يورو حسب الفئة

## أنواع القنبلة
والقنبلة إيه إيه إس إم لها عدة أنواع حسب الوزن والاستخدام والتوجيه ومنها:
حسب الوزن توجد فئة 250 كلغ التي تنطبق عليها كثير من صيغ التوجيه والاستخدام وتوجد فئة 125 كلغ المختبرة سنة 2009 وتوجد أيضا فئة 1000 كلغ المقترحة
حسب التوجيه تتميز النسخة الاساسية منه بوضع نظام تحديد المواقع العالمي(GPS) ونظام نظام الملاحة بالقصور الذاتي (INS) ونظام التوجيه بالأشعة تحت الحمراء ما يجعل معدل انحراف القنبلة ضئيل جدا (اقل من 1 متر) ووضع أيضا نظام يعتمد على نظرية (مرشح كالمان)
حسب نوع الهدف فيوجد هناك هدف ثابت واخر متحرك مما الزم شركة ساجيم على وضع نظام الليزر على بعض الفئة لتتبع الهدف وتم ذلك في 2013
في أكتوبر 2010 اعطية القنبلة لقب (Hammer) والتي تعني المطرقة واختصار اخر ل (القنبلة الرشيقة للغاية طويلة المدى) وعدة القاب أخرى حسب فئات القنبلة لجذب العملاءوالمشترين

## الاستخدام العملياتي
في أول الأمر قدم طلب ل AASM عام 2000 بإجمالي وحدات 744؛ وبدأ التسليم الفعلي في عام 2007 بعد تأخير مدته عامان عن المقرر تسليمه. [14] وفي عام 2009 تم طلب ثاني ب 680، وحدة وقبل ذلك العام تم تسليم 334 قنبلة
وتم استخدام القنبلة فعليا في 20 أبريل 2008، خلال الحرب في أفغانستان عندما أطلقت طائرة مقاتلة من نوع رافال قنبلتان لدعم القوات البرية
في 24 مارس 2011 قذيفة AASM أطلقت من داسو رافال استخدمت لتدمير طائرة تابعة للقوات الجوية الليبية ز-2 وهي طائرة تدريب، حربية في القوات الليبية ونزلت الطائرة في مطار مصراتة لتحدي منطقة الحظر الجوي خلال الحرب الأهلية الليبية 2011، ولهذا تم قصفها وهي لازالت على المدرج بقنبلة AASM
في 6 أبريل 2011، أفيد أن صاروخ AASM أطلق من طائرة داسو رافال استخدم لتدمير دبابة ليبية في مجموعة من 55 كم
وفي المجموع تم إطلاق قنابل AASM 225 في الحرب الليبية